# Ernesto de Fiori
Ernesto de Fiori (Rome (Italië), 12 december 1884 – Sâo Paulo (Brazilië), 24 april 1945), was een Oostenrijkse beeldhouwer en schilder.

## Levensloop
Ernesto de Fiori studeerde van 1903 tot 1905 aan de Akademie der Bildenden Künste in München bij Gabriel von Hackl (1843 - 1926). De eerste jaren was de Fiori in Rome werkzaam als schilder en lithograaf.
Van 1911 tot 1914 verbleef en werkte hij in Parijs, waar hij met kunstenaars en intellectuelen in Duitse en Zwitserse kringen verkeerde, onder andere de kring rond Café du Dôme met Hermann Haller, Karl Hofer en Wilhelm Lehmbruck . In deze periode schakelde hij zijn kunstzinnige arbeid om naar de beeldhouwkunst en in Parijs ontstonden zijn eerste beelden.
Aan het eind van de Eerste Wereldoorlog, waarin hij tot 1917 als Duits soldaat deelnam, verhuisde hij in 1917 naar Zürich. Hij bleef daar tot 1921 en sloot zich kortstondig aan bij de dadaïstische beweging. Vanaf 1921 woont hij in Berlijn en laat hij zich in zijn werk inspireren door de nieuwe zakelijkheid. De Fiori werd lid van de Freie Secession en schrijft feuilletons voor kranten. Ook stond hij in verbinding met de Italiaanse kunstenaarsgroep Novecento.
In 1936 reisde hij vanwege familieomstandigheden naar Brazilië. Hij bleef er wonen in Sâo Paulo. Hij was er werkzaam voor tijdschriften van Italiaanse en Duitse emigranten, schilderde en beeldhouwde. In 1938 maakte hij een serie beeldhouwwerken in opdracht van openbare instellingen.
Ernesto de Fiori overleed in 1945 op zestigjarige leeftijd te São Paulo.

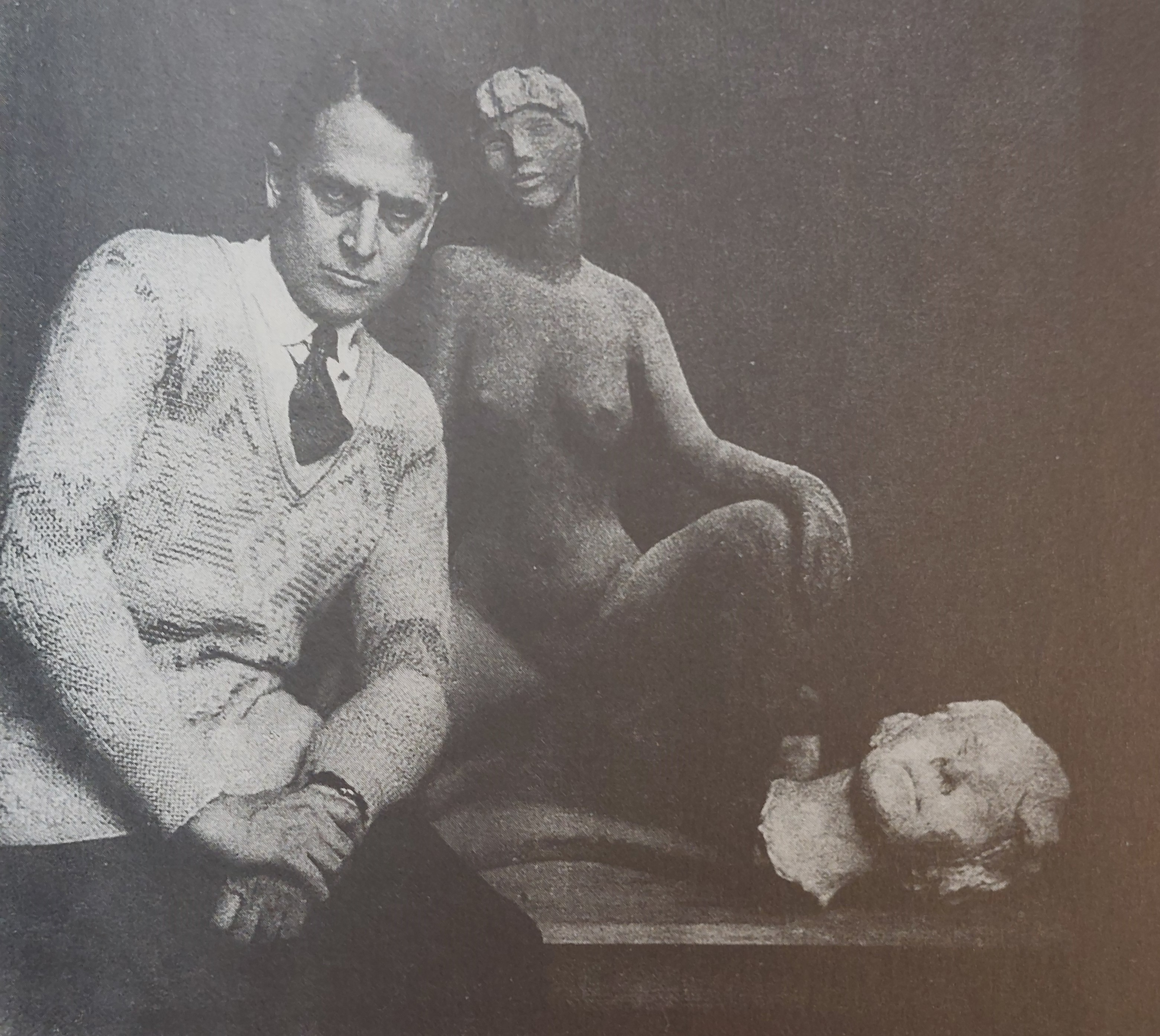
Ernesto de Fiori (1925) gefotografeerd door Hugo Erfurth

## Zijn werk
Zijn werk is internationaal bekend geworden en werd onder andere postuum geëxposeerd naar aanleiding van documenta 1 in 1955 in Kassel.
 Zijn belangrijkste werk: Die Engländerin wordt permanent tentoongesteld in het Georg-Kolbe-Museum in Berlijn. Daar bevindt zich ook een deel van de nalatenschap van de weduwe van de Fiori, Barbara Diu. In Berlijn staat ook nog beeldhouwwerk van de Fiori in het beeldenpark van de Neue Nationalgalerie: Große Schreitender uit 1939.